# Skovelträsket (Lycksele socken, Lappland)
Skovelträsket är en sjö i Lycksele kommun i Lappland och ingår i Umeälvens huvudavrinningsområde. Sjön har en area på 1,06 kvadratkilometer och ligger 264 meter över havet. Sjön avvattnas av vattendraget Älgträskbäcken.

## Delavrinningsområde
Skovelträsket ingår i det delavrinningsområde (717243-162588) som SMHI kallar för Utloppet av Skovelträsket. Medelhöjden är 319 meter över havet och ytan är 11,37 kvadratkilometer. Det finns ett avrinningsområde uppströms, och räknas det in blir den ackumulerade arean 25,98 kvadratkilometer. Älgträskbäcken som avvattnar avrinningsområdet har biflödesordning 3, vilket innebär att vattnet flödar genom totalt 3 vattendrag innan det når havet efter 158 kilometer. Avrinningsområdet består mestadels av skog (71 procent). Avrinningsområdet har 1,06 kvadratkilometer vattenytor vilket ger det en sjöprocent på 9,3 procent.